# Gagea graeca
Gagea graeca är en liljeväxtart som först beskrevs av Carl von Linné, och fick sitt nu gällande namn av Edgar Irmscher. Gagea graeca ingår i Vårlökssläktet och i familjen liljeväxter. Inga underarter finns listade.